# 심리 자문
심리 자문(심리학적 자문, Consulting psychology)은 사회 시스템상에서의 전문가들을 위해 그들의 효율적인 활동을 전제로 정보를 제공함으로써 보다 효과적인 전문가의 역할을 지원한다는 점에서 매우 중요한 의미가 있다. 이러한 상호적인 역할은 사회와 가정이 심리학적으로 보다 덜 준비된 상황에서 이슈를 접하는 경우뿐만아니라 전문가들에의한 2차적이고 체계적인 긍정적 영향을 더 효율적으로 할 수 있다는 점에서도 의미가 있다.

## 영역
이처럼 일반적으로 자문가로서의 심리학자는 자문받는 전문가(1차 클라이언트)와 그러한 전문가들의 대상(2차 클라이언트)를 갖게되는 삼각 관계에서 관련된 다양하고 광범위한 영역들중 다음과 같은 것이 있다.
- 전문가의 현장에서의 대인 사례
- 행정적인 프로그램이나 절차 중심

따라서 심리학적 자문은 전문가와 전문가의 대상인 2중의 클라이언트를 위한 심리학적 전문가 입장뿐만아니라 교육적이거나 협력적이거나 조사적인 입장 그리고 권익보호자의 역할을 각각 견지할 수도 있다.

## 정의
다음은 APA(미국심리학회)가 권고하는 심리학자의 자문에대한 정의 및 언급이다.
"Consulting psychology shall be defined as the function of applying and extending the specialized knowledge of a psychologist through the process of consultation to problems involving human behavior in various areas.
A consulting psychologist shall be defined as a psychologist who provides specialized technical assistance to individuals or organizations in regard to the psychological aspects of their work.
Such assistance is advisory in nature and the consultant has no direct responsibility for its acceptance. Consulting psychologists may have as clients individuals, institutions, agencies, corporations or other kinds of organization."
심리학자로서의 자문은 다양한 영역에서 인간 행동과 관련된 문제에 대한 지원 과정을 통해 심리학자의 전문 지식을 적용하고 확장하는 기능으로 정의되어야한다. 이러한 자문가는 업무의 심리적 측면과 관련하여 개인이나 조직에 전문화된 기술 지원을 제공하는 심리학자로 정의됩니다. 이러한 지원은 본질적으로 자문이며 자문가로서의 심리학자는 이를 수행할 직접적이고 구체적인 책임이 없습니다. 자문가로서의 심리학자는 클라이언트를 개인, 기관, 조직, 회사 또는 다른 종류의 조직으로 가질 수 있습니다.
'Consultation should help individuals and organizations "become more efficient and effective.'
자문은 개인과 조직이 보다 효율적이고 효과적이되도록 도움이 되어야 한다.

## 같이 보기
- 심리 평가